# Myer Prinstein
Myer Prinstein także Meyer Prinstein (ur. 22 grudnia 1878 w Szczuczynie, zm. 10 marca 1925 w Nowym Jorku) – amerykański lekkoatleta, trójskoczek i skoczek w dal.
Przyszedł na świat jako Mejer Prinsztejn w rodzinie polsko-rosyjskich Żydów, która w 1883 wyemigrowała do USA i osiedliła się najpierw w Nowym Jorku, a potem w Syracuse. Prinstein studiował na Syracuse University, gdzie był kapitanem drużyny lekkoatletycznej. Ukończył studia prawnicze.
11 czerwca 1898 w Nowym Jorku ustanowił rekord świata w skoku w dal rezultatem 7,235 m. Tydzień później rekord ten został poprawiony przez Williama Newburna z Irlandii, a w 1900 przez Alvina Kraenzleina. Prinstein odzyskał rekord 28 kwietnia 1900 w Filadelfii. Cztery miesiące później ponownie go utracił na rzecz Petera O’Connora z Irlandii.
Na igrzyskach olimpijskich w 1900 w Paryżu Prinstein zdobył złoty medal w trójskoku, pokonując obrońcę tytułu Jamesa Connolly’ego. W skoku w dal złoty medal zdobył w niecodziennych okolicznościach Alvin Kraenzlein. Finał konkursu był rozgrywany w niedzielę. W eliminacjach, które miały miejsce poprzedniego dnia, najlepszy wynik uzyskał Prinstein. Wyniki z eliminacji były zaliczane do ostatecznej klasyfikacji. Kraenzlein i Prinstein zawarli dżentelmeńską umowę, że nie wystąpią w niedzielę z powodów religijnych. Kraenzlein jednak wystartował i uzyskał wynik lepszy od eliminacyjnego rezultatu Prinsteina o 1 centymetr. Podobno zirytowany Prinstein uderzył Kraenzleina z tego powodu.
Na igrzyskach olimpijskich w 1904 w Saint Louis Prinstein zwyciężył zarówno w skoku w dal, jak i w trójskoku. Był to jedyny do tej pory przypadek takiego zwycięstwa na igrzyskach olimpijskich. Zajął na tych igrzyskach także 5. miejsca w biegu na 60 m i w biegu na 400 m, a w biegu na 100 m odpadł w eliminacjach. Na igrzyskach międzyolimpijskich w 1906 w Atenach zwyciężył w skoku w dal, w trójskoku zajął 11. miejsce, a w biegu na 100 m odpadł w eliminacjach.
Prinstein był mistrzem Stanów Zjednoczonych (AAU) w skoku w dal w 1898, 1902, 1904 i 1906, a także akademickim mistrzem USA (IC4A) w 1898 i 1900.
W późniejszych latach prowadził praktykę prawniczą.